# Вторая мировая война в исследованиях, воспоминаниях, документах
«Вторая мировая война в исследованиях, воспоминаниях, документах» — популярная книжная серия, выпускавшаяся массовыми тиражами в издательстве «Наука» (Москва) в 1965—1975-х годах.

## История издания
Инициатором создания серии  и председателем  редакционной коллегии серии был член-корреспондент АН СССР A. M. Самсонов. Книги этой серии готовились институтами АН СССР, отдельными историками, государственными деятелями, советскими дипломатами, известными военачальниками.
В нее включаются работы, преимущественно заказанные самим издательством, а также подготовленные в институтах Академии наук СССР.
За десять лет (с 1964 по 1974 г.) было издано 88 книг ; из них вторым изданием выпущено 13 книг . На первом месте по количеству и объему среди изданных книг стоят воспоминания — историко-мемуарные труды. Их было выпущено около 40 . На втором — исследовательские работы (их 39). И на третьем — сборники документов. Тираж книг серии колебался от 2 тыс. до 50 тыс. и более. Спрос, особенно на историко-мемуарные работы, очень высок, и некоторые книги издавались повторно не один раз.

## Список книг серии по годам
1965
- Майский И. М. Воспоминания советского посла. Война 1939-1943. — М.: Наука (издательство), 1965. — 408 с. — (Вторая мировая война в исследованиях, воспоминаниях, документах).
- Кулиш В. М. Раскрытая тайна. Предыстория второго фронта в Европе. — М.: Наука (издательство), 1965. — 470 с. — (Вторая мировая война в исследованиях, воспоминаниях, документах). — 13 000 экз.
- Трухановский В. Г. Внешняя политика Англии в период второй мировой войны (1939-1945гг.). — М.: Наука (издательство), 1965. — 637 с. — (Вторая мировая война в исследованиях, воспоминаниях, документах).
- Малиновский Р. Я., Захаров М. В., Виноградов И. Н. Освобождение Венгрии от фашизма. — М.: Наука (издательство), 1965. — 263 с. — (Вторая мировая война в исследованиях, воспоминаниях, документах). — 15 000 экз.

1966
- Провал гитлеровского наступления на Москву / Самсонов А. С.. — М.: Наука (издательство), 1966. — 350 с. — (Вторая мировая война в исследованиях, воспоминаниях, документах). — 50 000 экз.
- Бирюзов С.С. Суровые годы. — М.: Наука (издательство), 1966. — 560 с. — (Вторая мировая война в исследованиях, воспоминаниях, документах).
- Еремеев Л.М. Глазами друзей и врагов: О роли Советского Союза в разгроме фашистской Германии. — М.: Наука (издательство), 1966. — 272 с. — (Вторая мировая война в исследованиях, воспоминаниях, документах). — 50 000 экз.
- Вторая мировая война (комплект из 3 книг) / Самсонов А. С.. — М.: Наука (издательство), 1966. — 1194 с. — (Вторая мировая война в исследованиях, воспоминаниях, документах). — 8300 экз.
- Пушкаш А.И. Венгрия в годы Второй Мировой войны. — М.: Наука (издательство), 1966. — 524 с. — (Вторая мировая война в исследованиях, воспоминаниях, документах).
- Эшелоны идут на Восток:Из истории перебазирования производительных сил СССР в 1941-1942 гг. : Сборник статей и воспоминаний / Поляков Ю.А. — М.: Наука (издательство), 1966. — 200 с. — (Вторая мировая война в исследованиях, воспоминаниях, документах). — 7800 экз.

1967
- «Совершенно секретно! Только для командования» / Дашичев В. И.. — М.: Наука (издательство), 1967. — 752 с. — (Вторая мировая война в исследованиях, воспоминаниях, документах). — 30 000 экз.
- Голиков Ф.И. В Московской битве. — М.: Наука (издательство), 1967. — 200 с. — (Вторая мировая война в исследованиях, воспоминаниях, документах). — 70 000 экз.
- Боголепов В.П Белли В.А. Блокада и контрблокада. — М.: Наука (издательство), 1967. — 768 с. — (Вторая мировая война в исследованиях, воспоминаниях, документах). — 65 000 экз.
- Кирьякидис Г. Д. Греция во второй мировой войне 1939—1945 гг.. — М.: Наука (издательство), 1967. — 350 с. — (Вторая мировая война в исследованиях, воспоминаниях, документах). — 1900 экз.
- Кан А.С. Внешняя политика скандинавских стран в годы второй мировой войны. — М.: Наука (издательство), 1967. — 456 с. — (Вторая мировая война в исследованиях, воспоминаниях, документах).

1968
- Пограничные войска в годы Великой Отечественной войны. 1941-1945: Сборник документов. / А.И. Чугунов, Т.Ф. Каряева, Е.В. Сахарова, В.А. Червяков, А.Н. Шестопалова.. — М.: Наука (издательство), 1968. — 708 с. — (Вторая мировая война в исследованиях, воспоминаниях, документах).
- Виноградов И.Н. Оборона — штурм — победа. Боевой путь 159-го полевого укрепленного района и годы Великой Отечественной войны / генерал-лейтенант В. Г. Поздняк. — М.: Наука (издательство), 1968. — 300 с. — (Вторая мировая война в исследованиях, воспоминаниях, документах). — 30 000 экз.
- Сталинградская эпопея / Самсонов А. С.. — М.: Наука (издательство), 1968. — 720 с. — (Вторая мировая война в исследованиях, воспоминаниях, документах).
- Толубко В. Ф. От Видина до Белграда. — М.: Наука (издательство), 1968. — 240 с. — (Вторая мировая война в исследованиях, воспоминаниях, документах).
- Строители - фронту / Поляков Ю.А. — М.: Наука (издательство), 1968. — 240 с. — (Вторая мировая война в исследованиях, воспоминаниях, документах).
- Оборона Ленинграда, 1941-1944 : Воспоминания и дневники участников / Самсонов А. М. Захаров М. В.. — М.: Наука (издательство), 1968. — 790 с. — (Вторая мировая война в исследованиях, воспоминаниях, документах).

1969
- Москаленко К.С. На юго-западном направлении. — М.: Наука (издательство), 1969. — 464 с. — (Вторая мировая война в исследованиях, воспоминаниях, документах). — 50 000 экз.
- Еременко А.И. Годы возмездия. 1943-1945. — М.: Наука (издательство), 1969. — 598 с. — (Вторая мировая война в исследованиях, воспоминаниях, документах). — 50 000 экз.
- Дьячков Н. К., Хвалей С. Ф., Кондратьев А. Д., Полынин Ф. П, Асмолов А. Н, Кувшинов С. Ф., Ивушкин Н. Б, Курочкин П.А, Шинкаренко Г. Н, Кульбакин В. Д., Терский Р. С., Шмелев Н. А, Зотов В. Ф., Полубояров П. П., Окороков А. Д, Курочкин П. А., Лисицын Ф. Я, Шамашкин М. А. На Северо-Западном фронте 1941-1943 / Жилин, Павел Андреевич. — М.: Наука (издательство), 1969. — 448 с. — (Вторая мировая война в исследованиях, воспоминаниях, документах).
- Финал. 3 сентября 1945 г. Историко-мемуарный очерк о разгроме империалистической Японии в 1945 году / Захаров М.В. — М.: Наука (издательство), 1969. — 416 с. — (Вторая мировая война в исследованиях, воспоминаниях, документах). — 50 000 экз.
- Зелкин И.И. Кузнецкий угольный бассейн в годы Великой Отечественной войны. — М.: Наука (издательство), 1969. — 187 с. — (Вторая мировая война в исследованиях, воспоминаниях, документах).

1970
- Сандалов Л. М. На московском направлении. — М.: Наука (издательство), 1970. — 368 с. — (Вторая мировая война в исследованиях, воспоминаниях, документах). — 50 000 экз.
- Дзенискевич А. Р., Ковальчук В. М., Соболев Г. Л., Цамутали А. Н., Шишкин В.А. Непокоренный Ленинград. — М.: Наука (издательство), 1970. — 324 с. — (Вторая мировая война в исследованиях, воспоминаниях, документах). — 43 000 экз.
- Драган И. Г., Алексеев Н. И., Крылов Н. И. Навстречу Победе. — М.: Наука (издательство), 1970. — 464 с. — (Вторая мировая война в исследованиях, воспоминаниях, документах). — 40 000 экз.
- Галицкий К. Н. В боях за Восточную Пруссию. — М.: Наука (издательство), 1970. — 500 с. — (Вторая мировая война в исследованиях, воспоминаниях, документах).
- Новиков А.А. В небе Ленинграда. — М.: Наука (издательство), 1970. — 308 с. — (Вторая мировая война в исследованиях, воспоминаниях, документах). — 50 000 экз.
- Баграмян И.Х Гречко А.А. 9 мая 1945 года. — М.: Наука (издательство), 1970. — 760 с. — (Вторая мировая война в исследованиях, воспоминаниях, документах). — 50 000 экз.
- Грылев А.Н. Днепр. Карпаты. Крым. — М.: Наука (издательство), 1970. — 352 с. — (Вторая мировая война в исследованиях, воспоминаниях, документах). — 48 000 экз.
- Бродский Е.А. Во имя победы над фашизмом : Антифашистская борьба советских людей в гитлеровской Германии (1941-1945 гг. ). — М.: Наука (издательство), 1970. — 585 с. — (Вторая мировая война в исследованиях, воспоминаниях, документах). — 20 000 экз.
- Курская битва. — М.: Наука (издательство), 1970. — 544 с. — (Вторая мировая война в исследованиях, воспоминаниях, документах).
- Освобождение Юго-Восточной и Центральной Европы войсками 2-го и 3-го Украинских фронтов: (1944-1945) / Захаров М. В.. — М.: Наука (издательство), 1970. — 676 с. — (Вторая мировая война в исследованиях, воспоминаниях, документах).
- Советская экономика в период Великой Отечественной войны. 1941-1945 гг.. — М.: Наука (издательство), 1970. — 503 с. — (Вторая мировая война в исследованиях, воспоминаниях, документах). — 4000 экз.
- Семиряга М.И. Советские люди в европейском сопротивлении. — М.: Наука (издательство), 1970. — 352 с. — (Вторая мировая война в исследованиях, воспоминаниях, документах). — 11 500 экз.
- Арутюнян Ю.В. Советское крестьянство в годы Великой Отечественной войны. — М.: Наука (издательство), 1970. — 466 с. — (Вторая мировая война в исследованиях, воспоминаниях, документах). — 11 500 экз.

1971
- Лелюшенко Д.Д. Москва - Сталинград - Берлин - Прага. Записки командарма. — М.: Наука (издательство), 1971. — 400 с. — (Вторая мировая война в исследованиях, воспоминаниях, документах). — 50 000 экз.
- Антипенко Н.А. На главном направлении. — М.: Наука (издательство), 1971. — 392 с. — (Вторая мировая война в исследованиях, воспоминаниях, документах). — 40 000 экз.
- Кулиш В.М. История второго фронта. — М.: Наука (издательство), 1971. — 670 с. — (Вторая мировая война в исследованиях, воспоминаниях, документах).
- Анфилов В.А. Бессмертный подвиг. — М.: Наука (издательство), 1971. — 543 с. — (Вторая мировая война в исследованиях, воспоминаниях, документах).
- Митрофанова А.В. Рабочий класс СССР в годы Великой Отечественной войны. — М.: Наука (издательство), 1971. — 574 с. — (Вторая мировая война в исследованиях, воспоминаниях, документах). — 3400 экз.

1972
- Конев И. С. Записки командующего фронтом 1943-1944. — М.: Наука (издательство), 1972. — 368 с. — (Вторая мировая война в исследованиях, воспоминаниях, документах).
- Проэктор Д. М. Агрессия и катастрофа. — М.: Наука (издательство), 1972. — 768 с. — (Вторая мировая война в исследованиях, воспоминаниях, документах). — 40 000 экз.
- Ачкасов В. И. Краснознаменный Балтийский флот в битве за Ленинград 1941-1944. — М.: Наука (издательство), 1972. — 446 с. — (Вторая мировая война в исследованиях, воспоминаниях, документах). — 20 000 экз.

1973
- Галицкий К. Н. Годы суровых испытаний. 1941 - 1944. — М.: Наука (издательство), 1973. — 368 с. — (Вторая мировая война в исследованиях, воспоминаниях, документах). — 25 000 экз.
- Самсонов А. С. От Волги до Балтики. 1942 - 1945. — М.: Наука (издательство), 1973. — 544 с. — (Вторая мировая война в исследованиях, воспоминаниях, документах).
- Соловьев Б. Г. Вермахт на пути к гибели. — М.: Наука (издательство), 1973. — 312 с. — (Вторая мировая война в исследованиях, воспоминаниях, документах). — 50 000 экз.
- Толубко В. Ф. На южном фланге. — М.: Наука (издательство), 1973. — 398 с. — (Вторая мировая война в исследованиях, воспоминаниях, документах). — 30 000 экз.
- Гетман А. Л. Танки идут на Берлин. — М.: Наука (издательство), 1973. — 392 с. — (Вторая мировая война в исследованиях, воспоминаниях, документах). — 30 000 экз.
- Филатов Г. С. Крах итальянского фашизма. — М.: Наука (издательство), 1973. — 492 с. — (Вторая мировая война в исследованиях, воспоминаниях, документах). — 7500 экз.
- Носков А. М. Норвегия во второй мировой войне 1940–1945. — М.: Наука (издательство), 1973. — 276 с. — (Вторая мировая война в исследованиях, воспоминаниях, документах). — 4900 экз.
- Пересыпкин И. Т. Связь в Великой Отечественной войне.. — М.: Наука (издательство), 1973. — 282 с. — (Вторая мировая война в исследованиях, воспоминаниях, документах). — 25 000 экз.
- Банкротство стратегии германского фашизма Исторические очерки, документы и материалы : В 2 т. / Дашичев В. И.. — М.: Наука (издательство), 1973. — 766 и 663 с. — (Вторая мировая война в исследованиях, воспоминаниях, документах).

1974
- Кузнецов Б. И., Выродов И. Я., Коротков Г. И, Секирин М. К., Матронов П. С. В сражениях за Победу.Боевой путь 38-й армии в годы Великой Отечественной войны 1941-1945. — М.: Наука (издательство), 1974. — 566 с. — (Вторая мировая война в исследованиях, воспоминаниях, документах). — 43 000 экз.
- Освобождение Белоруссии. 1944 / Самошенко В. Н, Малахов М. М.. — М.: Наука (издательство), 1974. — (Вторая мировая война в исследованиях, воспоминаниях, документах).
- Уткин А. И.Севастьянов Г. Н. США и Франция в годы войны 1939 - 1945. — М.: Наука (издательство), 1974. — 392 с. — (Вторая мировая война в исследованиях, воспоминаниях, документах). — 24 000 экз.
- Анфилов В.А. Провал "блицкрига". — М.: Наука (издательство), 1974. — 616 с. — (Вторая мировая война в исследованиях, воспоминаниях, документах).

1975
- Антонов В. С. Путь к Берлину. — М.: Наука (издательство), 1975. — 376 с. — (Вторая мировая война в исследованиях, воспоминаниях, документах). — 50 000 экз.
- Федоров А. Г. Авиация в битве под Москвой. — М.: Наука (издательство), 1975. — 344 с. — (Вторая мировая война в исследованиях, воспоминаниях, документах). — 50 000 экз.
- Ковальчук В. М. Ленинград и Большая земля. — М.: Наука (издательство), 1975. — 328 с. — (Вторая мировая война в исследованиях, воспоминаниях, документах).
- Рязанский А. П. В огне танковых сражений. — М.: Наука (издательство), 1975. — 237 с. — (Вторая мировая война в исследованиях, воспоминаниях, документах). — 50 000 экз.